# تاریخ خوزستان
استان خوزستان که جزئی از عیلام بوده است، تاریخ طولانی را دارا است.

## نام

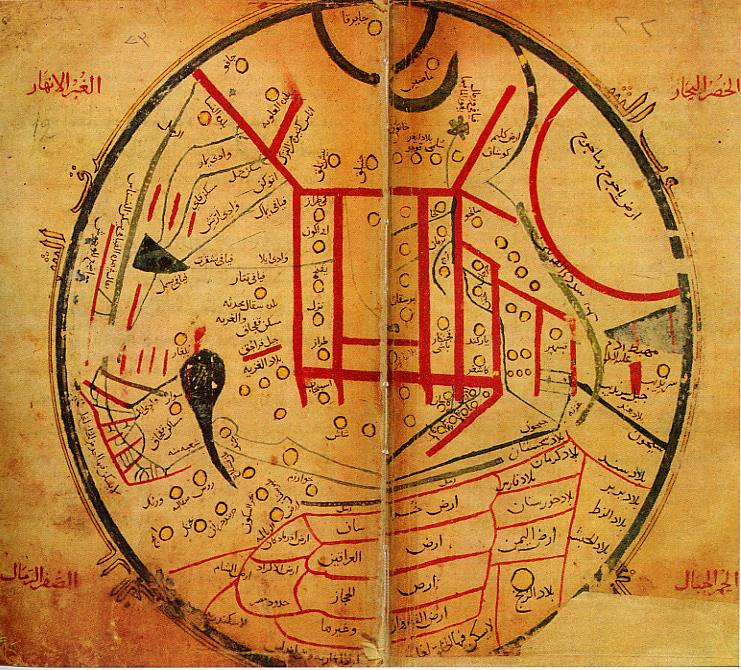
خوزستان در نقشه‌ای اثر محمود کاشغری (سدهٔ ۱۱م)

### نام خوزستان در دوران هخامنشیان
خوزستان یعنی سرزمین مردمان خوزی یا هوزی. در سنگ‌نوشته‌های فارسی باستان که مربوط به ۲۵۰۰ سال پیش هستند برای نامیدن سرزمین عیلام (یعنی منطقهٔ جنوب غربی ایران امروز و دربردارندهٔ خورستان امروز) واژه‌های -ʰŪja و -ʰŪvja به کار رفته است. این واژه‌ها ۲۴ بار در سنگ‌نوشته‌های داریوش یکم و یک بار در سنگ‌نوشته‌ای از خشایارشا ثبت شده‌اند. همین واژهٔ -ʰŪja است که در زبان فارسی تبدیل به خوز شده است.
واژه‌های -ʰŪjiya و -ʰŪvjiya نیز ۷ بار در سنگنوشته‌های داریوش یکم به کار رفته‌اند که در واقع صفت و به معنای «خوزی یعنی اهل سرزمین -ʰŪja و -ʰŪvja» هستند. همین واژهٔ -ʰŪjiya است که در زبان فارسی تبدیل به خوزی شده است.
استرابون و پلینیوس از خوزستان به اسم اوکسی (به انگلیسی: uxii) نام می‌برند. این استان با عیلامیان باستان و شوش کم و بیش مرتبط است. نام اهواز، شوش و هویزه منعکس‌کننده شهروندان این منطقه در زمان عیلامیان بوده‌است.

### نام خوزستان در دوران ساسانیان
نام استان خوزستان در فارسی میانه (یا همان پهلوی ساسانی) و نیز در پارتی (یعنی همان پهلوی اشکانی) به صورت hūjestān (یعنی هوجِستان) یا hūžestān (یعنی هوژِستان) آمده است.
بخشی از متنی پارتی بر روی دستنویس مانوی M 5569 که از زمان و مکان مرگ مانی می‌گوید و در سدهٔ سوم میلادی (یعنی سیصد سال پیش از اسلام) نوشته شده است:
 pad čafār saxt šahrewar māh, šahrewar rōž, dōšambat, ud ēwandas žamān, andar awestām ī hūžistān, ud šahrestān če 
bēlābād, kaδ ahrāmād hō pidar rōšn
برگردان فارسی:
 چهار روز گذشته از شهریورماه، روزِ شهریور، روز دوشنبه، ساعت یازده، در استان خوزستان و در شهر بیت لاپاط [یعنی همان گندی‌شاپور]، که پدر روشنایی [یعنی مانی] عروج کرد...

به‌رغم حضور گروههای جمعیتی مختلف در خوزستان، اطلاق واژۀ «خوز»، برگرفته از «قوم خوز»، بر سرزمینی به وسعت خوزستان، می‌تواند نشانگر غلبۀ اکثریت این قوم در ترکیب جمعیتی خوزستان باشد. دربارۀ ریشه، نژاد و تاریخ اسکان قوم خوز در این سرزمین گزارشی در دست نیست، ولی گفته‌اند که این قوم ایرانی و جنگاور از سمت شمال به دشت خوزستان آمده‌اند. در دورۀ ایلامی، شهروندان خوزستان را به دو نام اصلی سوسی و هوزی / خوزی می‌نامیدند که این نام‌ها در نام‌گذاری ۳ شهر شوش، اهواز و هویزه انعکاس یافته است. زبان خوزی نیز هم‌زمان با حضور خوزیان از دیرباز تـا قرون اولیـۀ اسلامی در این سرزمین رونق داشت. شمار قـابل توجهی از اقوام ایرانی لر و کرد نیز در دوره‌های مختلف، در خوزستان حضور داشتند.

### نام خوزستان در دوران اسلامی
به گفته سوات سوجک در کتاب‌های تاریخ کلاسیک اسلامی، نام این استان خوزستان بود. ابن حوقل- جغرافی دان سده ۱۰ میلادی - در کتاب خودش صورت الارض در فصلی جداگانه این استان را همراه با نقشه توصیف می‌کند و یاقوت در سده ۱۳ میلادی در مجعم البلدان جزئیاتی از استان خوزستان نوشته‌است
ریچارد فرای درمورد خوزستان می‌نویسد: «خوزستان استانی ثروتمند و کم ارتفاع بود که دست کم به هفت کوره تقسیم می‌شد؛ بزرگترین جزء آن هرمزداردشیر یا هرمزدشهر بود که عرب‌ها بدان سوق‌الاهواز می‌گفتند»
واژه خوزستان به معنای سرزمین «خوزها» است و خوز را به صورت‌های «هوز» و «حوز» نیز می‌نوشتند و جمع هوز در زبان عربی اهواز است که نام کرسی ایالت خوزستان است.
البته ابن خردادبه (متوفای حدود ۳۰۰ ق) خوزستان را با همان اهواز یکی می‌داند و آنجا را سرزمینی وسیع، مشتمل بر هفت کوره بر می‌شمارد که با نام کور الاهواز می خواندش.
ابن خردادبه نظر دیگری درباره نام اهواز دارد. او نه فقط اهواز بلکه کل موقعیت جغرافیایی خوزستان امروزی را اهواز می‌داند. (متوفای حدود ۳۰۰ ق) خوزستان را با همان اهواز یکی می‌داند و آنجا را سرزمینی وسیع، مشتمل بر هفت کوره بر می‌شمارد و به آن اکوار الاهواز می‌گوید. سبب وجود همین هفت کوره در این سرزمین، عضدالدوله دیلمی، آنجا را آب‌وهوا هفت حوزه نام گذارده تا آنجا که مقدسی در سده چهارم هجری، از رواج این نام خبر داده و پیروی خود را از آن، اعلام می‌دارد. همچنین او یادآور می‌شود که برخی از این حوزه‌ها از میان رفته‌است.

## قبل از اسلام
ناحیهٔ خوزستان در ادوار مختف تاریخی به نام‌های گوناگونی خوانده شده‌است. واژهٔ سامی سوزیانا/سوزیان، در ظاهر، قدیمی‌ترین نام این ناحیه بوده‌است. پس از آن تا سدهٔ سیزدهم پیش از میلاد، نام حالتامتی یا سرزمین حالتام‌ها بر این ناحیه اطلاق می‌شد و از آن پس، آنجا را اَنشان سوسونکا (کشور انشان و شوش) می‌گفتند. در حدود ۶۴۰ پیش از میلاد که چیش‌پیش دوم، جد داریوش اول هخامنشی، به انشان هجوم اورد و انرا تصرف کرد، نام این منطقه به اَنزان بدل شد. در این هنگام، بابلی‌ها و آشوری‌ها این ناحیه را که شامل شوش (پایتخت) و نواحی انشان و خووَج بود، عیلام می‌خواندند. در کتیبهٔ بهستان در تخت جمشید نیز داریوش بزرگ در ذکر سرزمین‌های تحت فرمان خود، از این سرزمین با نان اووَج یاد کرده‌است، که برخی پژوهشگران آن را به معنای سرزمین عیلام دانسته‌اند. در منابع یونانی خوز و خوزیان اوکس/اوکسی و کیسیا نام دارد. در دورهٔ اسلامی گاهی تمام خوزستان را اهواز یا هوجستان می‌خواندند و در مقابل، شهر اهواز را که بازاریان در آن بودند،سوق الاهواز نامیده می‌شد. به رغم این اختلافات، در دورهٔ اسلامی چه در منابع لغوی عربی و چه در منابع ادب فارسی، واژه خوزستان که در عهد ساسانیان نام رسمی این ناحیه بود، بر آن اطلاق شده و گزارش‌های یاقوت حموی نیز این استعمال را تائید کرده‌است. همچنین در این دوره، اشخاص بسیاری با نام خوزی بدین ناحیه منسوب بودند، که برخی از نامورترین آنان عبارتند از ابوایوب سلیمان بن ابی سلیمان مخلد موریانی خوزی (متوفی ۱۵۴)، وزیر منصور عباسی؛ سهل بن ساور بن سهل خوزی، از پزشکان معروف سده‌های دوم و سوم و فرزندش، ساور بنب سهل خوزی (متوفی ۲۵۵)، رئیس بیمارستان جندی‌شاپور و صاحب کتاب اقراباذین؛ ابویوسف یعقوب بن اسحاق معروف به ابن سکیت خوزی (متوفی ۲۴۴)، لغوی و نحوی؛ و ابوحفض خوزی، از عارفان سدهٔ پنجم.
خوزستان و شهرهای کهن آن مانند شوش، از مناطق متمدن باستان بوده‌اند، البته، علاوه بر شهروندان شهرهای متمدن، اقوام کوهستانی بدوی و نیمه بدوی نیز در این ناحیه به سر می‌بردند. در دورهٔ هخامنشی، خوزستان بخشی از مسیر جادهٔ شاهی را در خود جای می‌داد و اهمیت بسیاری برای شاهان داشت و شهر ثروتمند شوش پایتخت آن بود. پس از هخامنشیان، سلوکیان از ۳۱۲ پیش از میلاد، این سرزمین را مورد هجمه قرار دادند.
خوزستان در دورهٔ اشکانیان (حکومت: ۲۲۶-۲۵۰ م)، حکومت مستقل داشت، اما پادشاهان آن هدایایی به شاهان اشکانی می‌دادند و تا زوال این دولت، خوزستان به‌طور تقریبی به همین شکل، به صورت یکی از دولت‌های دست نشاندهٔ اشکانیان، استقلال داخلی خود را حفظ کردند. چنان که حتی استرابو در این دوره، شوش، اوکسی و الیمائی را از نواحی مستقل دانسته‌اند.
در سال ۲۲۴ میلادی، اردوان پنجم به وسیله اردشیر بابکان حاکم فارس (بعدها اردشیر یکم ساسانی) در نبرد هرمزدگان واقع در استان خوزستان کنونی، شکست خورده و کشته می‌شود. طی این رویداد پادشاهی ۴۷۱ ساله اشکانیان پایان می‌پذیرد.
خوزستان از اولین مناطقی بود که در پی جنگهای اردوان پنجم و اردشیر اول (حکومت ۲۲۶-۲۴۱ م)، بنیانگذار سلسله ساسانی، در اختیار ساسانیان قرار گرفت. در این دوره، این ناحیه به نواحی شوش/سوس، ایران فره شاپور، هرمزد اردشیر، شوشتر و بیت لاپات یا جندی شاپور تقسیم گردید. در دوره اردشیر اول، ابکساندر سوروس، امپراتور روم، در ۲۳۱ میلادی به خوزستان لشکر کشید، اما شکست خورد. اردشیر در آبادانی خوزستان کوشید و ازجمله اقداماتش احداث نهر مسرقان، مرمت و تجدید بنای شوشتر و اهواز و بنای ریو اردشیر (ریشهر) و دزفول بود. شاهپور اول نیز پس از شکست دادن رومیان در ۲۶۰ م، هفتاد هزار اسیر رومی را، که برخی از آنها معمار و صنعتگر بودند، به خوزستان آورد و با به کار گرفتن آنها، بناهای متعدد ازجمله چند پل و شهر احداث کرد. تلاش کاروس، امپراتور روم، در ۲۸۲ میلادی که به دستیابی موقت وی بر قسمتی از خوزستان انجامیده بود، سرانجام موفقیت آمیز نداشت و پس از مرگ وی بر اثر برخورد صاعقه، سربازانش خوزستان را ترک کردند.
دسته‌ای از مردم عرب از دیرباز تا دوران معاصر به خوستان آمده‌اند؛ به‌طورمثال عرب بنی حنظله، در زمان ساسانیان به همراه اسرای رومی به خوزستان آورده‌شدند. پس از فتح خوزستان به دست مسلمانان، روند مهاجرت عربها به این منطقه سرعت گرفت، اما بیشترین مهاجرت آنان در دورهٔ صفوی و حاکمیت مشعشعیان بود.

## بعد از اسلام تا صفویه
خوزستان از اولین مناطق فلات ایران بود که مسلمانان به آن روی آوردند. ابتدا در سال ۱۴ هجری و در دوره خلافت عمر، سپاهی به فرماندهی عتبه بن غزوان از نواحی اُبُلَه و دشت میشان وارد خوزستان شد. سپس تا سال ۱۷ شهرهای مهم آن مانند سوق‌الاهواز، سوس (شوش)، تستر (شوشتر) و ایذج (ایذه) فتح شدند. ازجمله مهم‌ترین حوادث خوزستان در دهه‌های اولیه اسلامی، آشوب‌های مختلف خوارج بود که دست کم چند دهه به ناآرامی این منطقه و حداثی چون قیام خوارج و سرکوب آن انجامید. در پی شورش غلامان زنگباری در سال‌های ۲۵۶ تا ۲۵۹، آشوب دیگری رخ داد که خساراتی مانند ویرانی و غارت شهرهای خوزستان و کشتار بسیاری از اهالی آن به دست شورشیان را به دنبال داشت و در ۲۶۷، ابواحمد موفـق، برادر خلیفه معتمد عباسی، آن را سرکوب کرد. اسماعیلیه نیز در خوزستان فعالیت داشتند و در ۲۹۴ بر قلعه الناظر دست یافتند.
به رغم این حوادث، گزارش‌های موجود نشان از استمرار رونق شهرهای متعدد خوزستان مانند سوق‌الاهواز، نَهرتیری، تستر، سوس، جندی‌شاپور، رامهرمز، ایذج (ایذه)، عَسکَرمُکرَم، دورق، مناذِرکبری و مناذِرصغری و رونق کشاورزی آن در قرون اولیه و میانی اسلامی دارد. نگارنده حدودالعالم، حتی به رونق بازارهای برخی شهرهای کوچک خوزستان مانند سمبیل، اَزم و جُبَی (شهرکی در کنار رود شوشتر) تصریح دارد. در آن دوران، علاوه بر صادرات شکر به عنوان محصول مهم کشاورزی، صنایع دستی مانند فرش، دیبا، خز و انواع پارجه، پوشاک و لنگ نیز در خوزستان تولید و به مناطقی چون عراق، جبال و یمن صادر می‌شد. این محصولات از راه‌های گوناگون تجاری به مناطق مجاورش حمل و نقل می‌شدند. خوزستان از ۲ راه، یکی بصره و دیگری واسط، به عراق به‌ویژه بغداد متصل می‌گردید.
از نیمهٔ دوم سدهٔ چهارم، آل بویه خوزستان را تحت نفوذ خود درآوردند و به‌طورمعمول برای ادارهٔ آنجا والیانی انتخاب می‌کردند، چنان‌که ابوعلی حسن بن استاد هرمز از طرف بهاءالدوله، حاکم بغداد، بر خوزستان گمارده شد. در سدهٔ ششم و نیمهٔ اول سدهٔ هفتم، میان سلجوقیان، برخی حاکمان محلی مانند امیر شلمهٔ ترکمانی و فرزندش سوسیان و دستگاه خلافت عباسی بر سر تصاحب حکومت خوزستان درگیری بود. شوشتر در عهد ایلخانان، چندی مرکز سیاسی خوزستان شد.
در دورۀ اسلامی، یهودیان نیز در خوزستان، به‌ویژه شوش، جمعیت قابل توجهی داشتند. تطیلی در سدۀ ۶ ق / ۱۲ م، شمار یهودیان شوش را بیش از ۷هزار تن، و کنیسه‌های آنان را ۱۴ باب ذکر کرده‌ است. صابئیهای خوزستان نیز از جملۀ مردمی بودند که از دیرباز و تا به امروز در این سرزمین اقامت داشته‌اند. اعراب در دوره‌های مختلف تاریخی همواره به خوزستان می‌تاختند. به‌رغم سرکوب قاطعانۀ حملات اعراب مهاجم به مرزهای ایران توسط شاپور دوم ساسانی (۳۰۹- ۳۷۹ م)، استقرار گستردۀ آنان در خوزستان نیز در همین دوران روی داد و شماری از اعراب مهاجم پس از اسارت و یا بر اثر کوچهای اجباری در خوزستان اسکان داده شدند.

## از صفویه تا پهلوی
به رغم ظهور دولت صفوی (حکومت ۹۰۶-۱۱۳۵) در ایران، مشعشعیان که از ۸۴۵ بر خوزستان حکومت داشتند، همچنان به تائید حکومت صفویان به سلطهٔ خود بر این ناحیه، به‌ویژه بخش غربی آن - که در آن زمان «عربستان» خوانده می‌شد - ادامه دادند و فقط بخش شرقی خوزستان را که شامل شوشتر، رامهرمز و دزفول بود و همچنان خوزستان نامیده می‌شد، شاهان صفوی به خاندان رعناشی سپردند.
در دورهٔ نادرشاه (حکومت: ۱۱۴۸-۱۱۶۰) برخی اروپائیان این ناحیه را عربستان خواندند، در حالی که روملو، همچنان آن را خوزستان نامیده‌است. در دورهٔ زندیه (حکومت: ۱۱۶۴-۱۲۰۸) و قاجار (حکومت: ۱۲۱۰-۱۳۰۴/۱۳۴۴ خ) گاه خوزستان را عربستان یا عربستانِ ایران می‌گفتند.
در دورهٔ زندیه، مشعشعیان جای خود را به حاکمان محلی، ازجمله روسای عربی قبیلهٔ بنی کعب داده‌اند. در سالهای پایانی سدهٔ سیزدهم، به جای دزفول، شوشتر مرکز خوزستان شد. از همین دوره، دولت انگلستان به خوزستان، به‌ویژه به منظور جداسازی همه یا بخش‌هایی از آن از ایران، توجه نشان داد. برای الحاق بندرهای آبادان و خرمشهر به خاک عثمانی، در جریان عهدنامهٔ ارزروم، استراتفورد کانینگ، سفیر انگلستان در عثمانی، فردی به نام لایارد را به منظور جمع‌آوری اسنادی برای تعیین خط سرحدی جدید به خوزستان فرستاد، اما به رغم این تلاشها این بندرها همچنان ضمیمهٔ خوزستان و جز ایران باقی ماندند. در ظاهر، اهمیت این منطقه از نظر دولت مرکزی ایران به حدی بود که در پی تسخیر هرات به دست قوای ایران در سال ۱۲۷۳، نیروهای انگلیسی برای وادار کردن دولت ایران به خارج ساختن نیروهای خود از هرات، خوزستان را اشغال کردند.
در حدود ۱۲۹۹، به دستور ناصرالدین شاه، هیئت ویژه‌ای برای بررسی امکانات و آبراهه‌های خوزستان و برآورد هزینه‌ای احداث سد به این منتطقه اعزام شد. در گزارش‌های این هیئت، اطلاعات ارزنده‌ای در باب شهرهایی چون خرمشهر، شوش، دزفول، شوشتر، رامهرمز و باغملک ضبط شده است. در این دوره اهمیت طایفه‌های خوزستان چنان بود که این ولایک به مرکزیت شوش در دست حسینقلی خان، ایل خان طایفه‌های بختیاری، قرار داشت. پس از دایر شدن تجارتخانه اسلحه در بوشهر در ۱۳۰۱، طایفه‌های خوزستان به سلاح‌های حتی پیشرفته تر از اسلحه‌های قوای دولتی مجهز شدند و بر اهمیت نظامی شان نیز افزوده شد. به این ترتیب، به رغم ایجاد زمینه‌ای برای افزایش حق کشتیرانی بین‌المللی در کارون در ۱۳۰۶، نبود امنیت و غارت کالاهای تجار، مانع تحقق رونق‌های تجاری خوزستان بود. توان نظامی ایل‌ها و طایفه‌ها، درگیری قبایل مختلف لر، بختیاری و عرب در سراسر خوزستان را نیز به همراه داشت.
نفت از دیرباز در خوزستان وجود داشت و جیهانی در سده چهارم نیز بدان اشاره کرده است، اما اکتشاف صنعتی آن در سال ۱۳۲۷ در مسجدسلیمان، خوزستان را وارد دوره‌ای جدید کرد که بخشی از آن نیز درگیری‌های سیاسی بود. پس از احداث پالایگاه نفت آبادان و کشیدن خط لوله نفت مسجدسلیمان به خلیج فارس، درگیری حکومت مرکزی به مسائل داخلی و نیز ضعف نظامی اش، دولت انگلیس را بر آن داشت تا بار دیگر توطئه تجزیه خوزستان را از سر بگیرد و از کمک شیخ خزعل، که از ۱۳۱۷ ریاست طایفه عربی بنی کعب را در دست داشت و خود را امیر عربستان (خوزستان) می‌خواند و برای تشکیل عربستان آزاد تلاش می‌کرد، استفاده کند. در ۱۳۲۸، انگلیس طی قراردادی با شیخ خزعل، پشتیبانی از حکومت وی را در مقابل دولت مرکزی ایران به عهده گرفت، اما پس از چندی، انگستان به پشتیبانی از رضاشاه پرداخت.
در این دوره، علاوه بر انگلیس، آلمان و عثمانی نیز متوجه خوزستان بودند و حتی به این منطقه نیرو می‌فرستادند. چنانکه در جنگ جهانی اول، دولت عثمانی در ۱۳۳۴ به خوزستان نیرو فرستاد که واکنشی انگلستان را، به صورت اعزام نیروی بیشتر و استقرار در اهواز، به دنبال داشت.
سرانجام در پی قدرتمند شدن حکومت مرکزی در ایران، در ۱۳۰۲ خ، دیگر بار نام خوزستان به‌طور رسمی بر این منطقه، به عنوان جزئی از خاک ایران، اطلاق شد.
به رغم تثبیت موقعیت خوزستان در جغرافیای سیاسی ایران، دولت عراق که پس از سقوط عثمانی در منطقه عراق تشکیل شده بود، از همان ابتدا اندیشه تجزیه خوزستان (تحت نام عربستان) از ایران را دنبال کرد و کوشید تا عرب‌های خوزستان را ضد دولت مرکزی ایران تحریک کند. این سیاست در ۱۳۰۴ و ۱۳۰۷ خ به شورش‌های عرب‌های محلی در خوزستان انجامید. روزنامه‌های منتشره در عراق نیز خوستان را «امارت مستقله عربیه» و شیخ آن را سلطان عربستان می‌نامیدند. به رغم این فعالیت‌ها، در ۱۳۱۵ خ موافقت شد تا در قطعه ۶٫۵ کیلومتری از شط العرب، در مقابل بندر نفتی آبادان که در آن موقع درحال رشد و شکوفایی بود، خط تالوگ (خط القعر، قسمت عمیق رودخانه) مرز قرار گیرد. با این حال، در پی سقوط رضاشاه و پس از اینکه در ۱۳۲۰ خ، انگلستان بهانه حفظ منافع خود در حوزه نفتی این منطقه، خوزستان را اشغال کرد، از نو زمینه برای فعالیت‌های تجزیه طلبانه فراهم شد. به طوری که در ۱۳۲۵ خ، بار دیگر توطئه تجزیه خوزستان را حزب استقلال عراق مطرح کرد. در همین سال، حزب سعادت که عراق و انگلیس از آن پشتیبانی می‌کردند، در خوزستان تشکیل شد. تقابل این حزب باب حزب توده، که تحت پشتیبانی اتحاد جماهیر شوروی بود، درگیری‌هایی در خوزستان ایجاد کرد. به دنبال ملی شدن صنعت نفت در ۱۳۲۹ خ، دولت انگلیس مسئله ایجاد دولت مستقل عربی خوزستان را مطرح ساخت و ایل‌های بختیاری، قشقایی و عرب منطقه را علیه دولت مرکزی تحریک کرد و عمال و جاسوسان شرکت نفت نیز به عشایر جنوب اسلحه رساندند. اما با سقوط دولت مصدق و گرایش دولت جدید به غرب و تامین منابع نفتی آنها، تجزیه خوزستان ملغا شد.
پس از کودتای عبدالکریم قاسم در عراق در تیر ۱۳۳۷، بار دیگر جنبش‌های تجزیه طلبانه با پشتیبانی دولت عراق در خوزستان پا گرفتند و در همان سال، جبهه آزادی بخش اهواز (یا جبهة التحریر عربستان) با هدف مبارزه مسلحانه و تحت پشتیبانی دولت عراق تشکیل شد. در ۱۳۴۳ خ، در گردهم‌آیی حقوق‌دانان عرب در بغداد نیز، مسئله تجزیه خوزستان مطرح شد که بلافاصله کانون وکلای ایران بیانیه‌ای در رد آن صادر کرد. در سال‌های ۱۳۴۲ تا ۱۳۴۴ خ، علاوه بر عراق، مصر و سوریه نیز برای تجزیه خوزستان تلاش می‌کردند.
در دوره حاکمیت حزب بعث در عراق، در ۱۳۴۷ خ، دولت عراق در کتاب‌ها و نقشه‌ها خوزستان را به عربستان، خرمشهر را به محمره، آبادان را به عبادان و اهواز را به الاحواز تغییر داد. با این حال در ۱۳۵۳، دولت ایران و عراق طی توافق نامه مرزی الجزیره، مرز میان دو کشور را خط تالوگ اروندرود قرار دادند، مظروط بر اینکه دولت ایران از پشتیبانی شورشیان کُرد در شمال عراق دست بردارد.

## بعد از انقلاب
پس از انقلاب اسلامی در ۱۳۵۷ خ، فعالیت عراق برای تجزیه خوزستان شدت یافت و این دولت حوادث تاریخی مجعول مرتبط با این استان و نقشه‌های جغرافیایی جعلی را به تعداد زیادی چاپ و منتشر کرد. در این نقشهه‌ها، تمام دامنه جنوبی زاگرس، خوزستان و نواحی اطراف آن از ایران جدا و ضمیمه خاک عراق تصویر شده بودند. این اقدامات بغداد را به پایگاه جنبش‌های تجزیه طلبانه خوزستان تبدیل کرد و علاوه بر این، اسلحه بسیاری نیز از عراق وارد خوزستان شد و ناآرامی‌هایی را به دنبال آورد.
حمله زمینی عراق به ایران در ۳۱ شهریور ۱۳۵۹، از استان خوزستان آغاز شد و قسمت‌هایی از نواحی غربی و جنوب غربی آن اشغال گردید. در ماه‌های اول جنگ، نیروهای عراق بستان، سوسنگرد، خرمشهر و هویزه را اشغال کردند و شهرهای مهم دیگری چون اهواز و آبادان، محاصره شدند و در آستانه سقوط قرار گرفتند. هر چند تا آذر ۱۳۶۰، بسیاری از این مناطق را نیروهای ایران آزاد کردند، اما تا پایان جنگ، خوزستان همچنان آسیب دید. چانکه حتی پس از قطعنامه ۵۹۸ و در آستانه آغاز مذاکرات صلح در ۳۱ تیر ۱۳۶۷، بار دیگر عراق از محورهای کوشک و شلمچه، حدود سی کیلومتر از جاده اهواز-خرمشهر را اشغال کردند، ولی نیروهای ایران در مغرب کارون آنها را به سوی غرب راندند.